# مؤسسة حقوق الأطفال
مؤسسة حقوق الأطفال (بالإنجليزية: KidsRights Foundation)‏ هي مؤسسة للدفاع ومساعدة الأطفال من حول العالم، يقع مقرها في أمستردام في هولندا. تأسست سنة 2003، وتقوم المؤسسة بجمع الأموال لصالح مشاريع الإغاثة المحلية المستقلة في عدد من البلدان في جميع أنحاء العالم، وخاصة الهند وجنوب أفريقيا والفلبين.
المنظمة اقتبست كلمة ديزموند توتو الحائز على جائزة نوبل للسلام لتكون شعاراً لها: «كيدز رايت تسعى لإعطاء صوت لمن لا صوت له». وتشرف المؤسسة على جائزة السلام الدولي للأطفال والتي تُقدم سنوياً للأطفال المدافعين عن حقوقهم.

## وصلات خارجية
- الموقع الرسمي لـKidsRights
- الموقع الرسمي لجائزة السلام الدولي للأطفال

‌